# Сосновый Бор (Петушинский район)
Сосновый Бор — посёлок в Петушинском районе Владимирской области России, входит в состав Нагорного сельского поселения.

## География
Посёлок расположен на берегу реки Шередарь в 9 км на северо-запад от города Покров и в 28 км на запад от райцентра города Петушки.

## История
В начале XX века на территории бывшего санатория "Сосновый Бор" и современного дома-отдыха "ВКС-КАНТРИ" располагалась усадьба Зимина Сергея Ивановича. 
В 1917 году земли С. И. Зимина перешли к государству. После Гражданской войны (1917-1922 гг.) на месте имения пытались открыть колонию для несовершеннолетних преступников, но из-за сложностей с организацией охраны ее пришлось перенести на остров в поселок Введенский.
В 1934 году открылся Дом отдыха. Старую конюшню переоборудовали под спальный корпус. Было принято решение организовать здравницу для реабилитации раненых, которая затем была переименована в Дом отдыха №12 «Усад». Такое название она носила до Великой Отечественной войны, когда на базе отдыха был развернут госпиталь №1877, просуществовавший до 1945 г.
В 1946 году в Доме отдыха №12 «Усад» был основан санаторий общего типа, с 1948 по 1959 годы – Дом отдыха «Усад» (развитием и перестройкой руководила администрация поселка Усад).
В 1959 году Дом отдыха был перепрофилирован в санаторий для лечения больных заболеваниями желудочно-кишечного тракта. В 1967 году был построен бювет минеральных вод. В 1979 году после многочисленных изыскательских работ были получены источники минеральной воды для наружного применения, открыта собственная вода «Покровская». 
С 1985 года начали возводиться многоэтажные корпуса «Соснового Бора».  В 2003-2005 гг. территория была разделена: появился санаторий «Сосновый Бор» и Дом отдыха «ВКС-Кантри». «Сосновый Бор» функционировал до 2017 года, после чего нехватка бюджета привела к его закрытию. В 2023 году на территории закрывшегося санатория открылся новый парк-отель "Сосновый бор".
После Великой Отечественной войны посёлок входил в состав Ивановского сельсовета Покровского района, с 1960 года — в составе Петушинского района, с 2005 года — в составе Нагорного сельского поселения.

## Население
| 2002 | 2010 | 2021 |
| ---- | ---- | ---- |
| 178  | ↗179 | ↘102 |

## Инфраструктура
Близ посёлка расположены санаторий «Сосновый Бор», реабилитационный центр для детей «Шередарь», дом отдыха «ВКС-Кантри». В посёлке имеется отделение федеральной почтовой связи.